# Movimiento Joven 6 de Abril

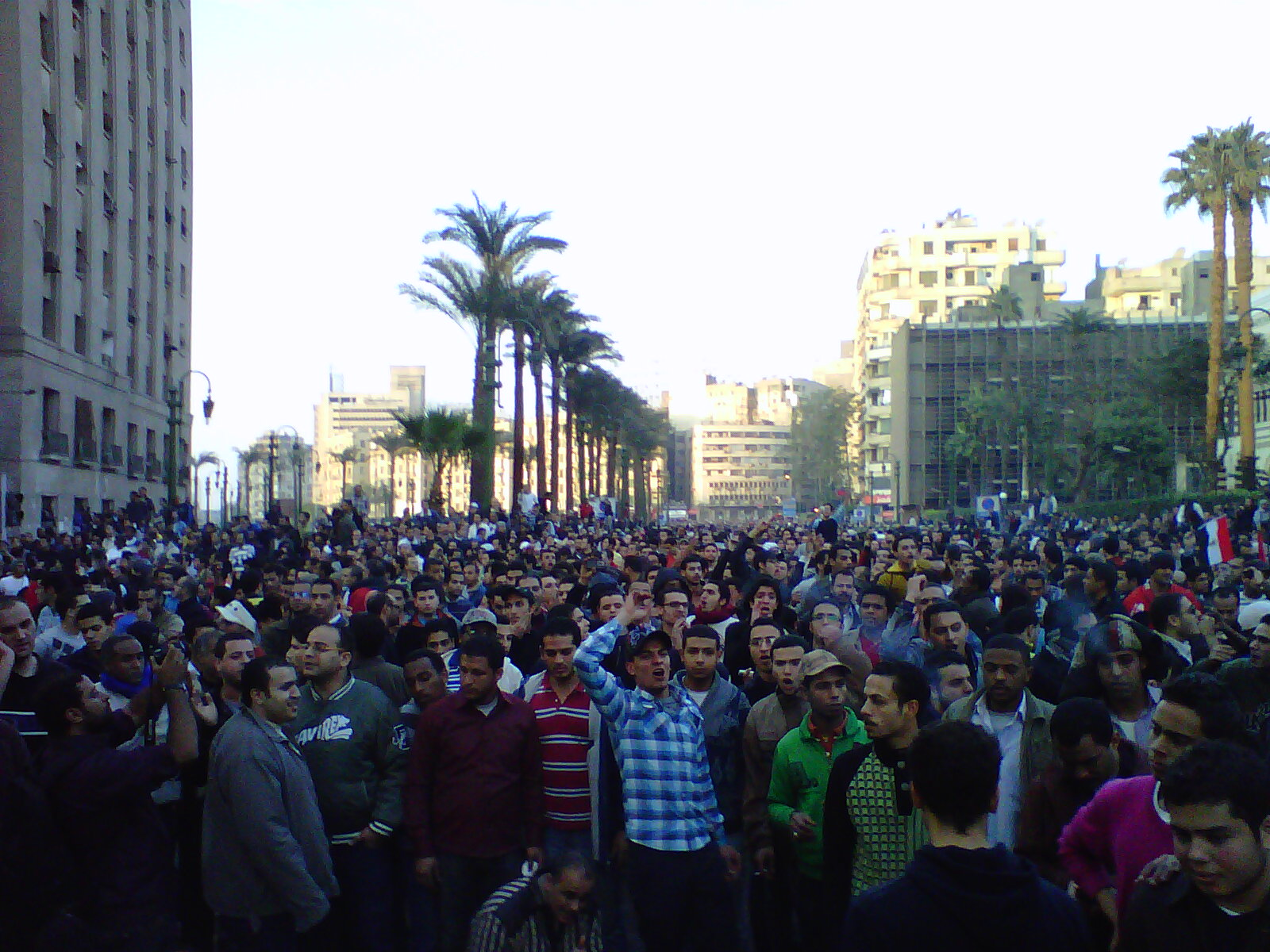
Protestas en El Cairo el 25 de enero de 2011.

El Movimiento Joven 6 de Abril (en árabe: حركة شباب 6 أبريل‎, en inglés: April 6 Youth Movement) fue uno de los principales grupos opositores de Egipto durante la Primavera Árabe de 2011. 

## Historia

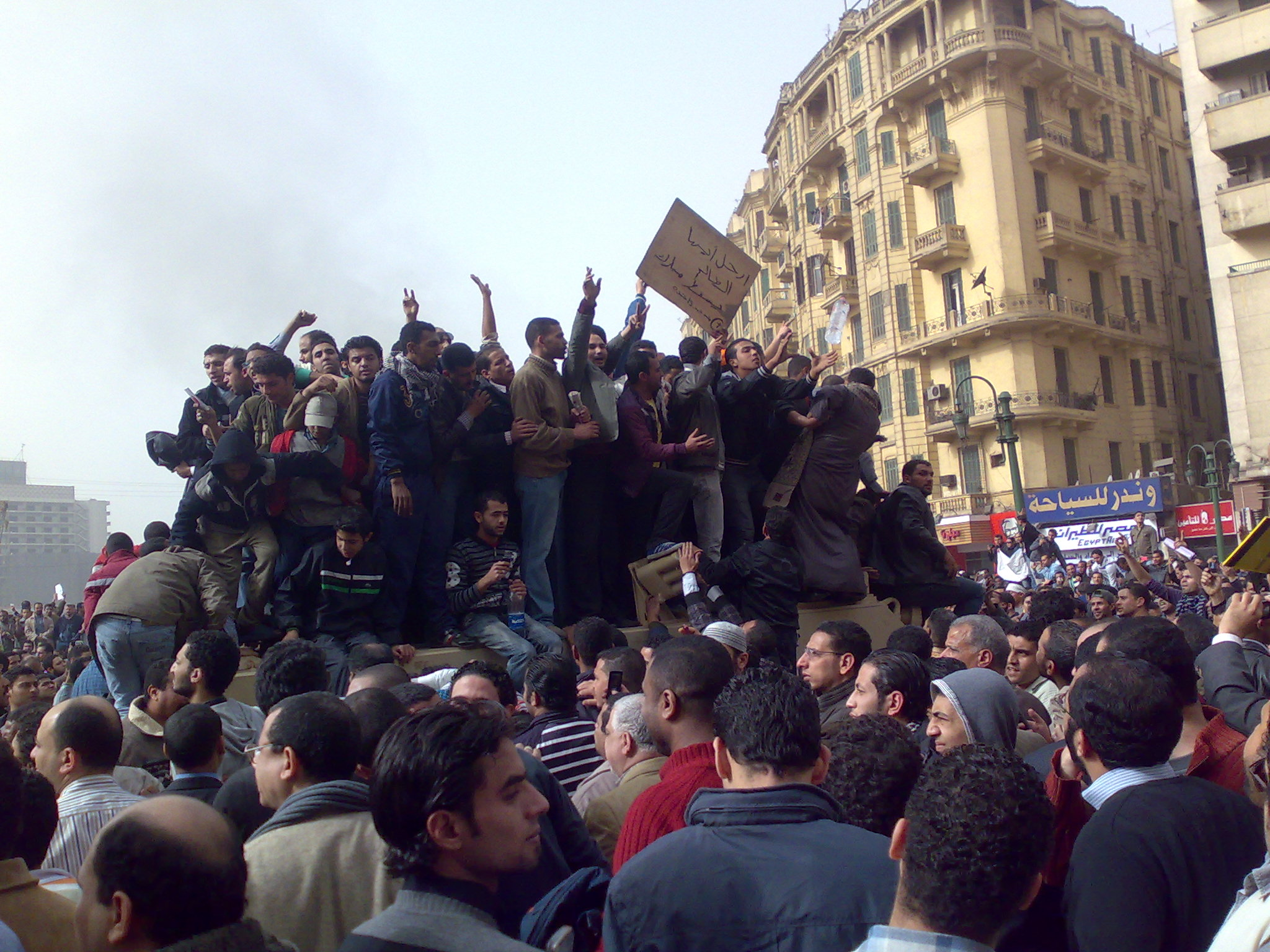
Manifestantes sobre un carro de combate en la plaza Tahrir el día 29 de enero de 2011.

El Movimiento Juvenil del 6 de abril nació en la primavera de 2008 para apoyar a los trabajadores de El-Mahalla El-Kubra, una ciudad industrial centro textil del país, durante la huelga planeada para el 6 de abril. Los activistas llamaron a los participantes a vestirse de negro y quedarse en casa el día de la huelga. Los blogueros y periodistas ciudadanos usaron Facebook, Twitter, Flickr, blogs y otras nuevas herramientas de medios para informar sobre la huelga, alertar a sus contactos sobre la actividad policial, organizar la protección legal y llamar la atención sobre sus esfuerzos.
El grupo juvenil usaba el mismo símbolo de puño elevado que el Otpor, movimiento de Serbia que ayudó a derribar el régimen de Slobodan Milošević y cuyas tácticas no violentas se utilizaron más tarde en Ucrania y Georgia. Mohammed Adel, líder del movimiento, estudió en el Centro de Estrategias y Acción No Violenta Aplicada, una organización fundada por miembros del Otpor. El Movimiento Joven 6 de Abril fue prohibido por un tribunal egipcio el 28 de abril de 2014. El Partido de la Constitución condenó el veredicto, argumentando que los cargos contra el movimiento eran "falsos" y que el fallo judicial era un ejemplo de instituciones estatales que socavaban y destruían el estado de derecho. La campaña presidencial de Hamdin Sabahi advirtió sobre el "retorno a un estado de represión y prohibición". Abdul Ghaffar Shukr, vicepresidente del Consejo Nacional de Derechos Humanos, declaró la solidaridad del Consejo con el movimiento juvenil. También Human Rights Watch condenó el fallo como "una clara violación de los derechos de los ciudadanos a la libre asociación, reunión pacífica y libre expresión".

## Fundadores
- Ahmed Maher[13][14]
- Mohammed Adel
- Ahmed Douma[15]